# Alexander Courage
Alexander „Sandy” Mair Courage Jr. (n. 10 decembrie 1919, Philadelphia, statul Pennsylvania – d. 15 mai 2008, Pacific Palisades, statul California) a fost un orchestrator american, aranjor și compozitor de muzică, în principal muzică pentru televiziune și film. A câștigat Premiul Emmy în 1998 pentru muzica din episodul special Julie Andrews: The Sound of Christmas.